# Apatura barcina
Apatura barcina är en fjärilsart som beskrevs av Ruggero Verity 1927. Apatura barcina ingår i släktet Apatura och familjen praktfjärilar. Inga underarter finns listade i Catalogue of Life.